# Pont Vanšu (Rīga)
Le pont Vanšu (en letton : Vanšu tilts) anciennement pont Gorki (en letton : Gorkija tilts) est un pont qui traverse la rivière Daugava à Riga, capitale de la Lettonie.

## Présentation
Le pont Vansu est un pont à haubans enjambant le fleuve Daugava à Riga, sa longueur est de 312 mètres.
Le pont Vanšu est l'un des cinq ponts qui enjambent la partie nord du Daugava.
Grâce à son pylône de 109 mètres de haut, c'est l'un des monuments les plus marquants de Riga.
Il relie la rue Krišjāņa Valdemāra iela à la rue Kalnciema iela.
A sa construction, il s'agisait du pont à haubans coplanaire à haubans à pylône unique le plus long au monde.
Le pont est le passage le plus au nord du Daugava.

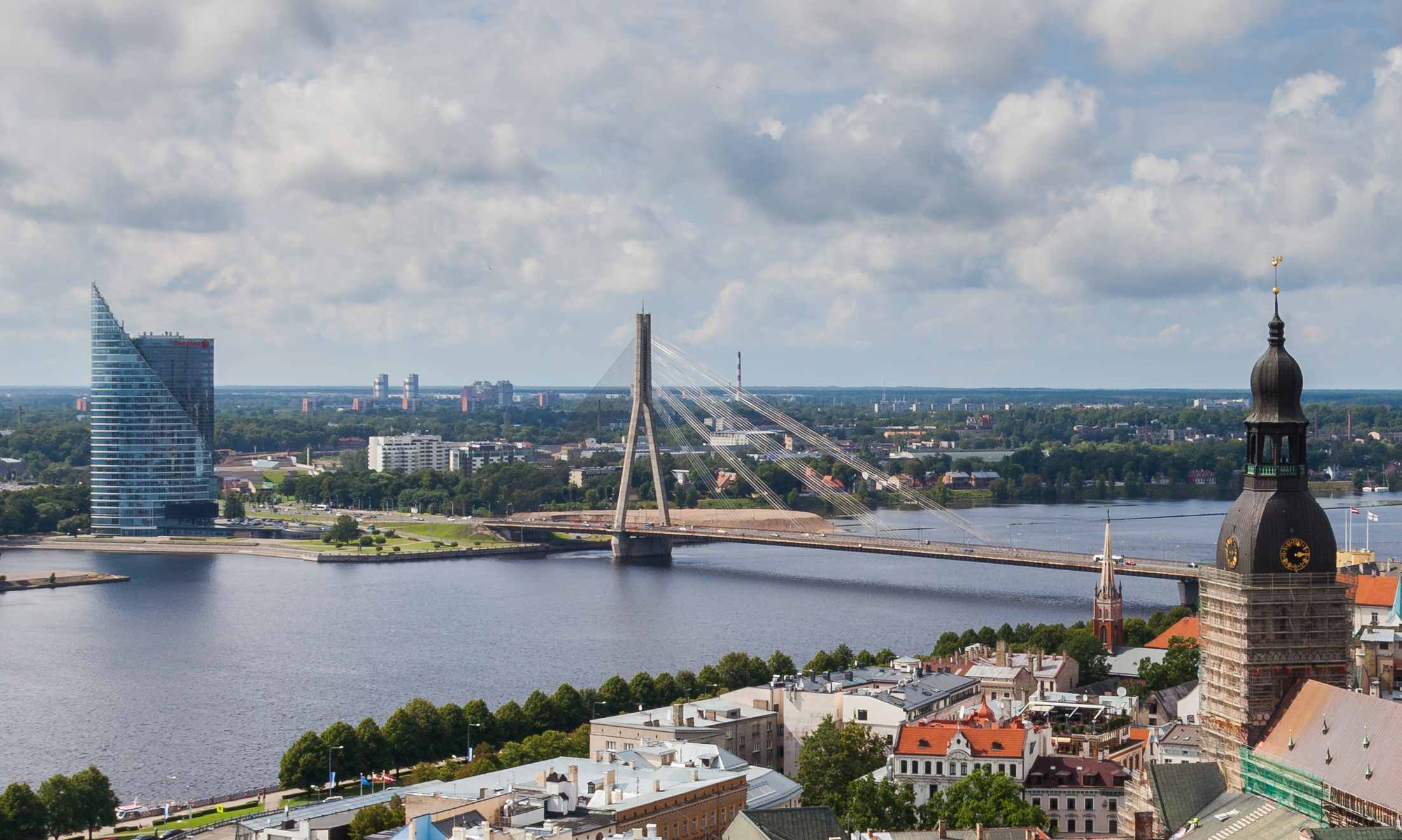

## Histoire
Le pont à haubans Vansu a été construit à côté de l'endroit où se trouvait autrefois le pont temporaire en bois, appelé pont de Valdemar, construit en 1945 sur le Daugava.
Le pont Valdemar a fonctionné jusqu'à la fin des années 1950.
En raison de l'ouverture du nouvel pont d’Octobre (aujourd'hui Pont de pierre) en 1957, le pont flottant, qui assurait jusqu'alors la circulation sur le Daugava à l'endroit où se trouve le pont de pierre, a été déplacé à côté du pont de Valdemar. Les vestiges du pont de Valdemar ont existé jusqu'en 1964, date à laquelle il a été progressivement démantelé.
La structure a été construite pendant l'ère soviétique et la construction a commencé en 1979.
Le pont a été inauguré le 17 juillet 1981 ou selon d'autres sources le 21 juillet sous le nom de pont Gorki,.
À cette époque, c'était le pont à haubans le plus long d'Europe avec 625 mètres.

## Galerie

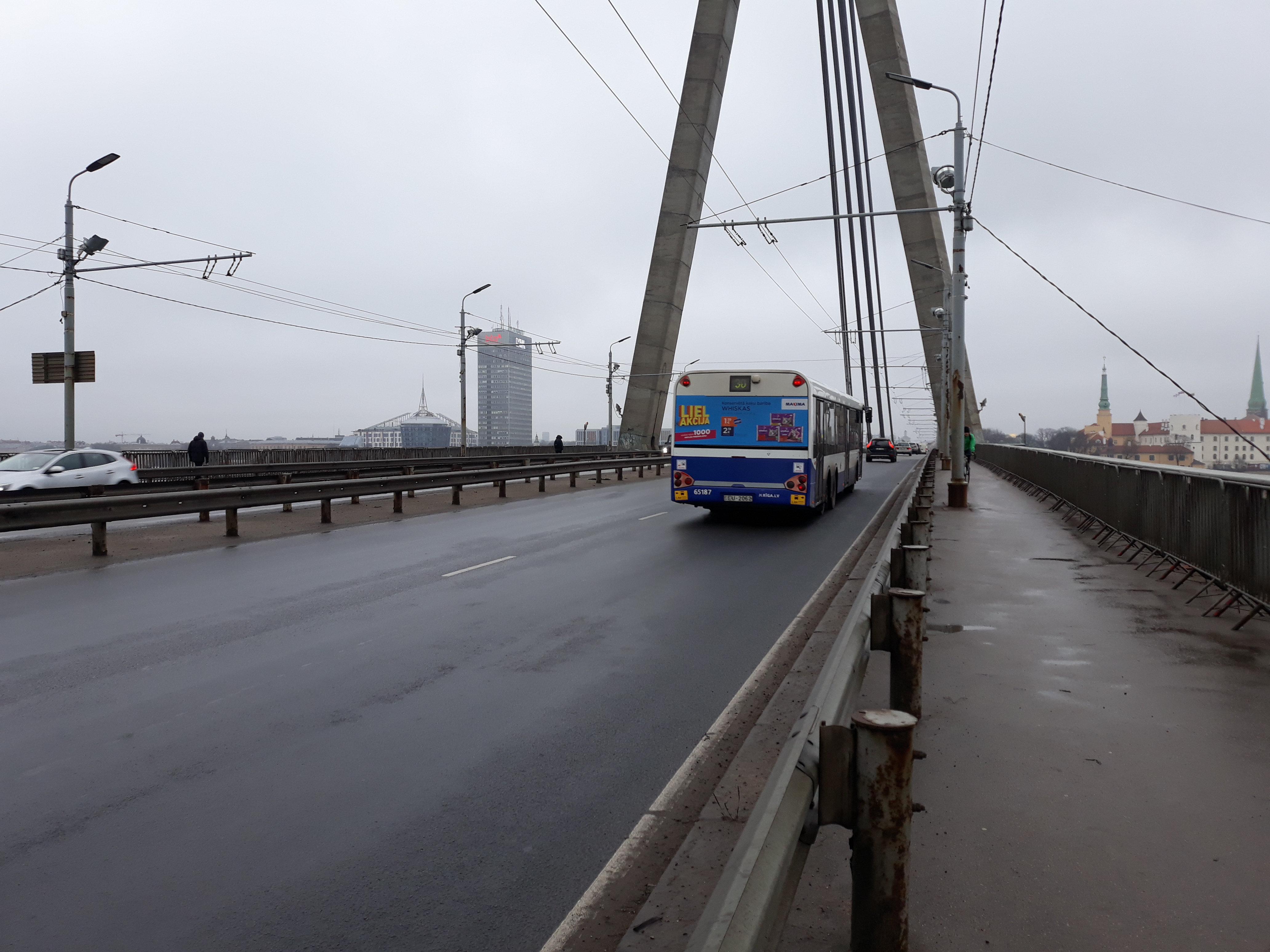
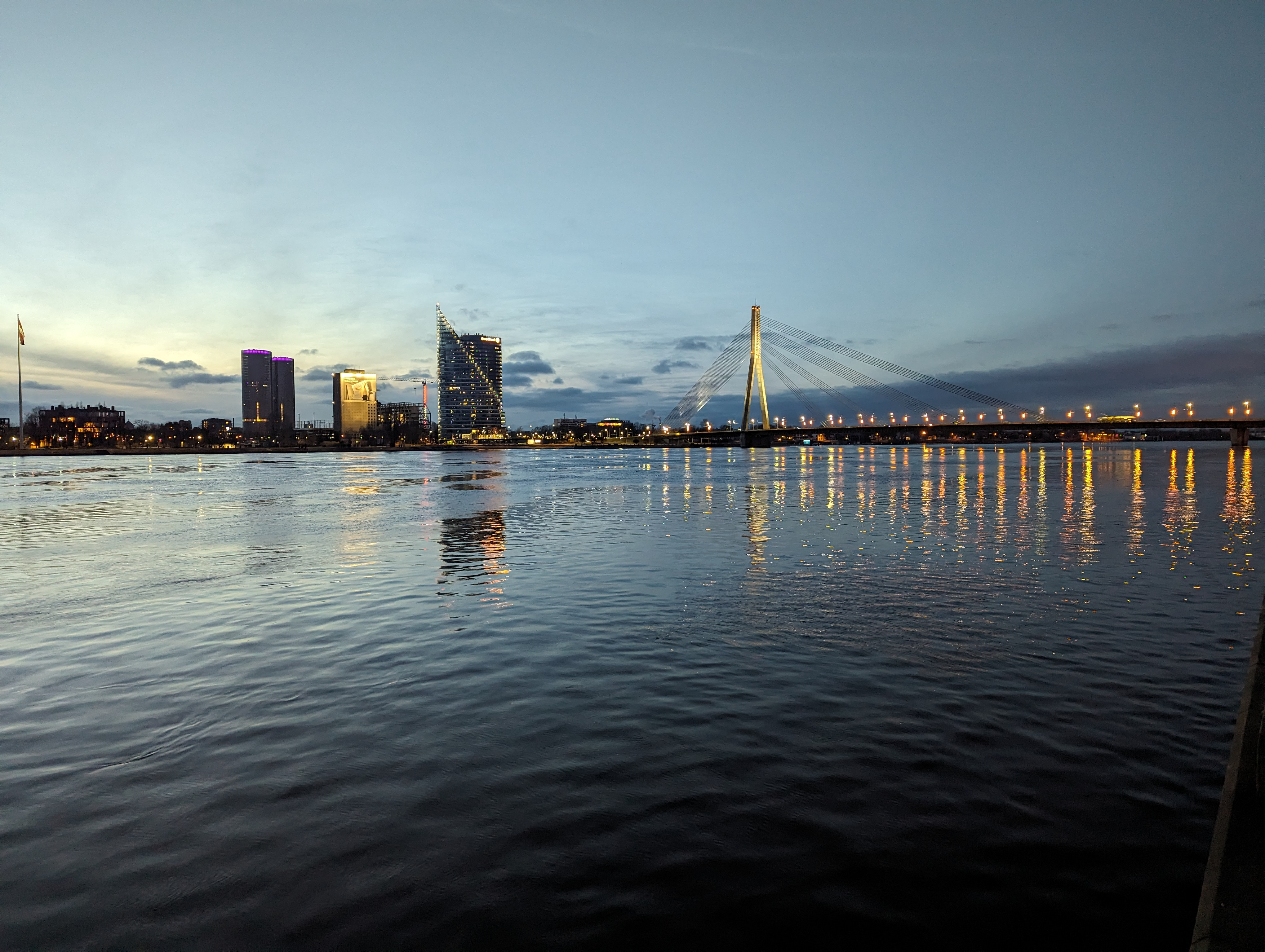
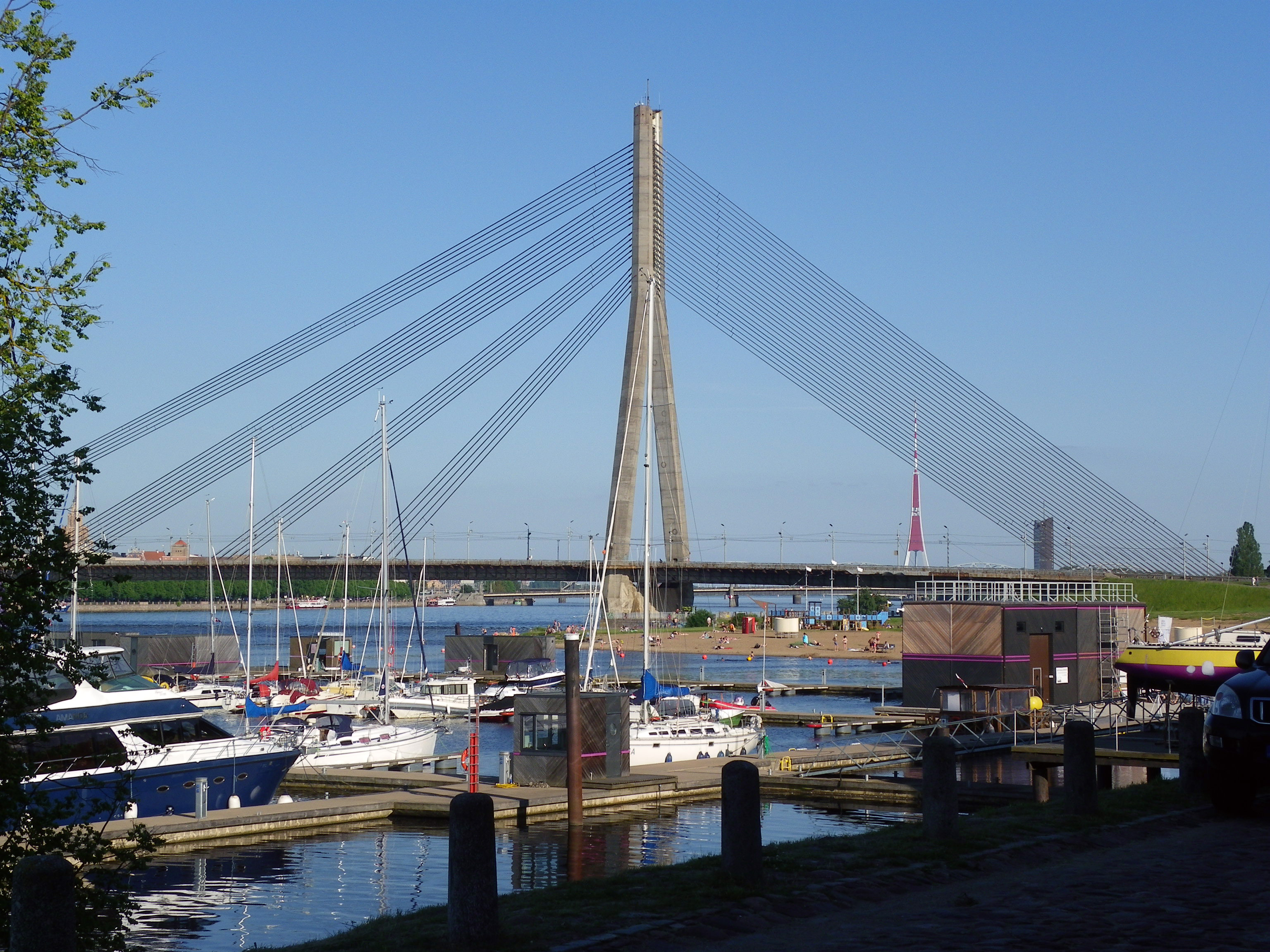
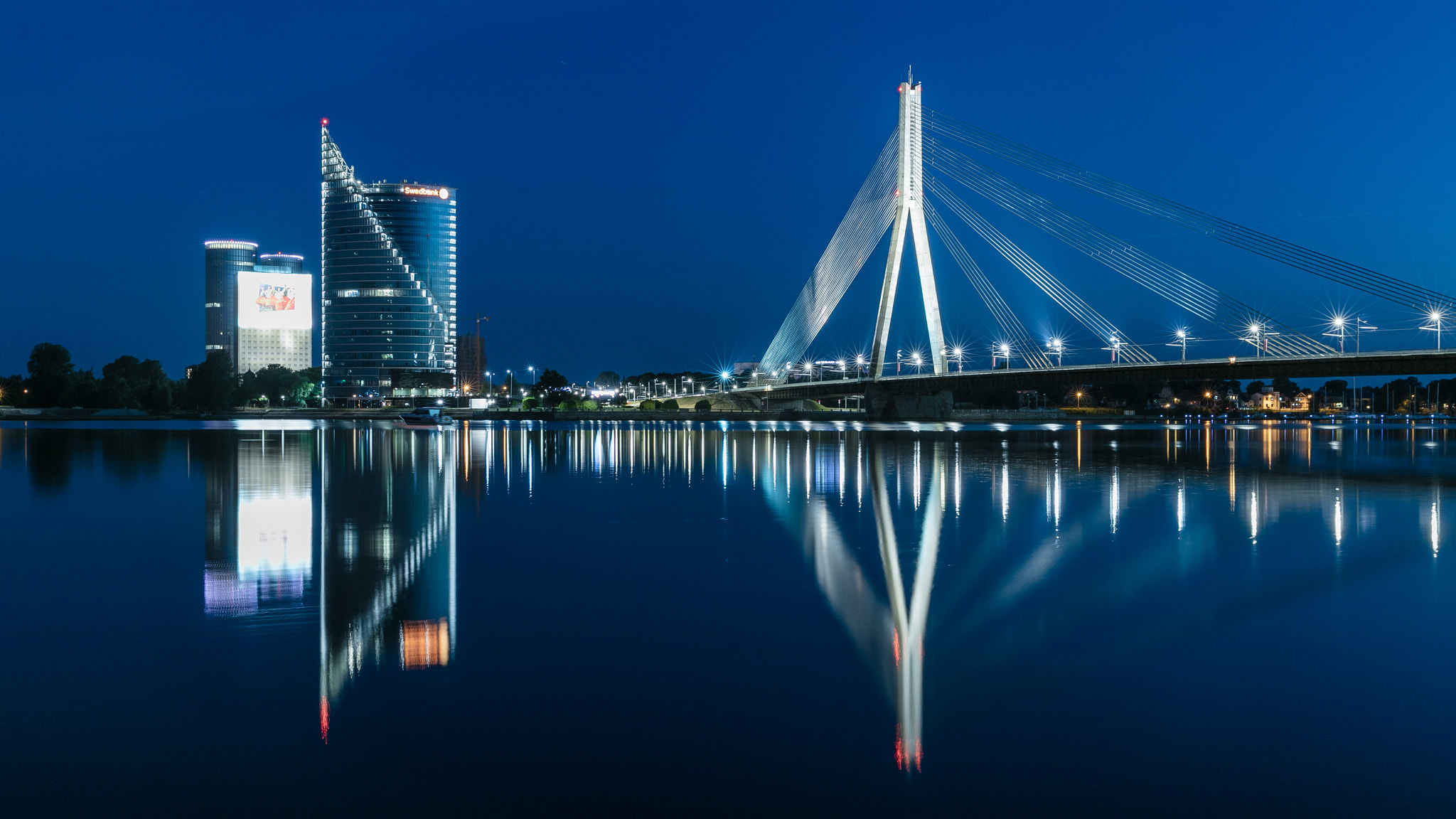
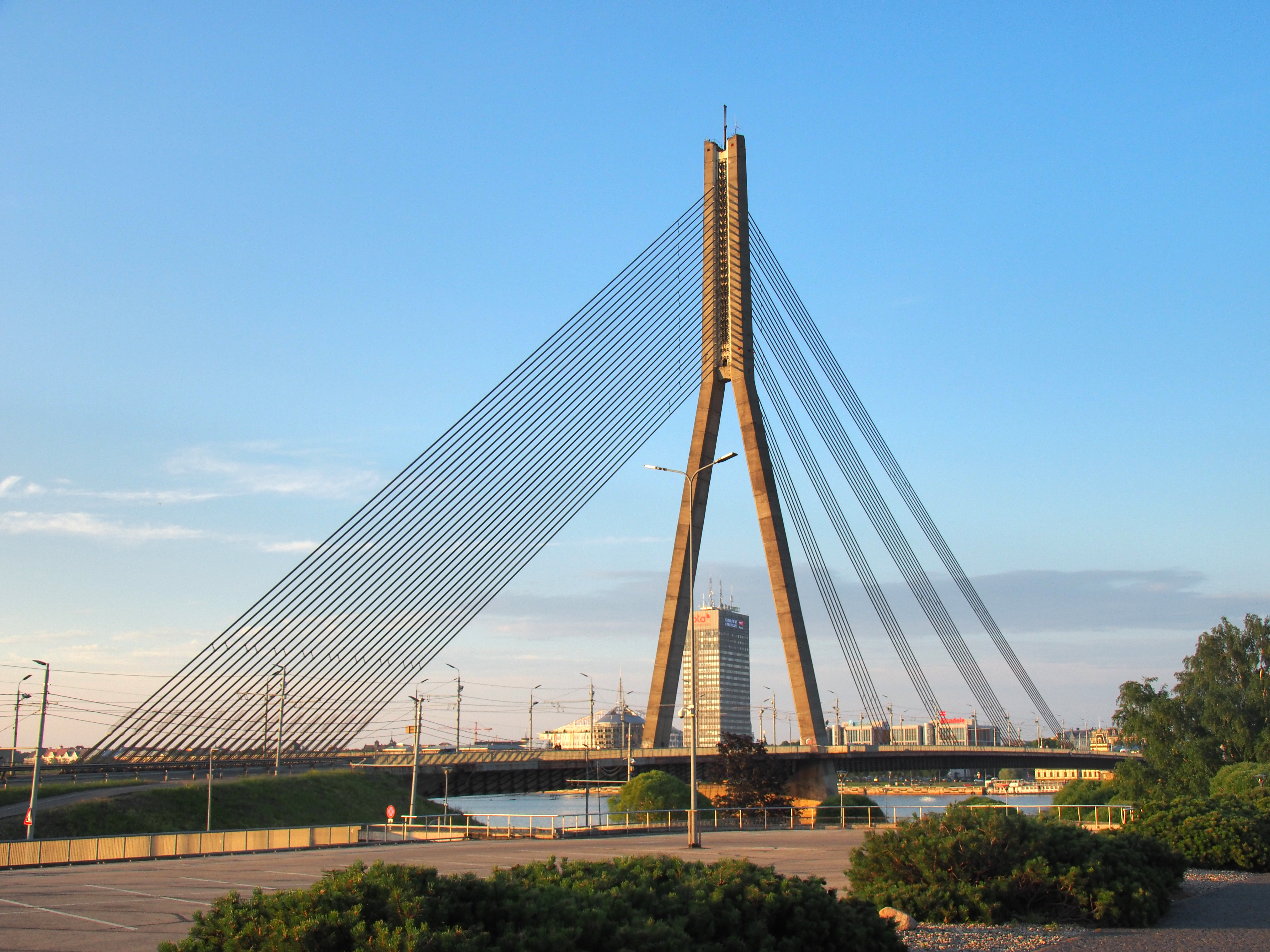